# Kos csillagkép
A Kos (latin: Aries) egy csillagkép, egyike a 12 állatövi csillagképnek.

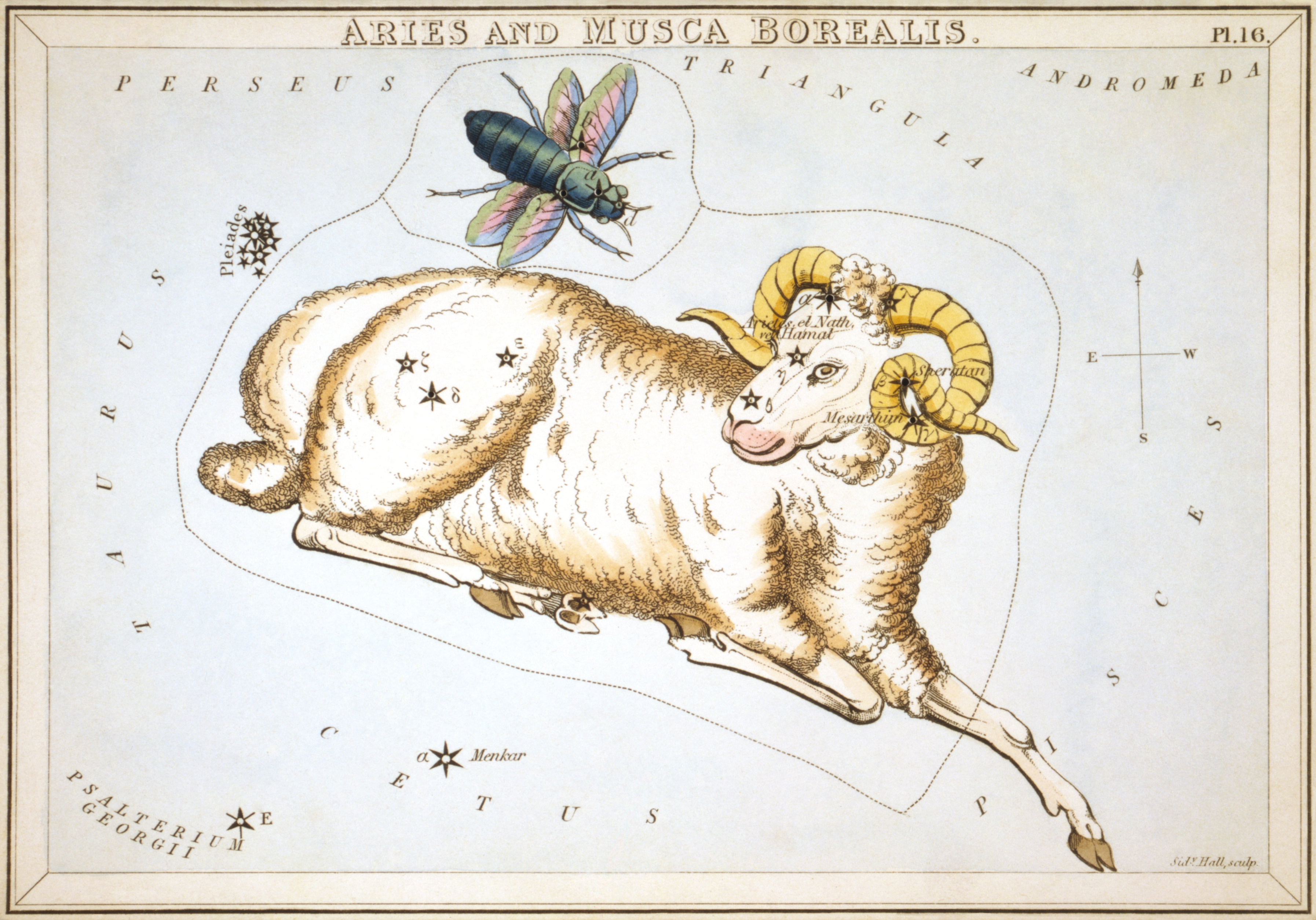
A Kos és a Légy csillagkép

A Kos csillagkép

## Története, mitológia
A tavaszpontot jelző Kost nagy becsben tartották a görög csillaghit kialakulása idején. Manilius római költő (Kr. u. 1. század) „az állatövi jegyek hercegének” nevezte. A Tigris felső folyása mentén élő asszírok, akik kosáldozattal hódoltak a tavaszi napéjegyenlőségnek, „oltárként” vagy „áldozatként” emlegették a csillagképet. A görög csillaghitben a Kos a híres aranygyapjú legendájával kapcsolódik össze. Apollónisz Rhodiosz (Kr. e. 3. század) hellenisztikus költő a következőképpen számol be erről a történetről. Hellé és Phrixosz Nephelének, a felhőasszonynak és Athamasznak, a boiótiai királynak voltak a gyermekei. Athamasz azonban ráunt feleségére, ezért újranősült, Inót vette feleségül, aki ki nem állhatta a két gyereket, kivált Phrixoszot, mert saját fiának akarta a trónt. Ezért gonosz tervet forralt a gyermekek elpusztítására. Titokban a gabonaraktárakhoz lopódzott, és felgyújtotta. A kincset érő vetőmag elvesztése éhínséggel fenyegette a lakosságot. Athamasz küldöncöt menesztett a delphoi jósdába, Inó azonban megvesztegette a hazatérő hírvivőt; rávette, mondja azt, hogy a jóslat a fiatal herceg feláldozását követeli, különben nem számíthatnak új vetésre. Phrixosz már halálára készülődött. Nephelé kétségbeesett könyörgését meghallva azonban Hermész, az istenek követe aranygyapjas kost küldött, hogy ragadja el a fiút az áldozati oltárról.
A kos Phrixosz mellett nővérét, Hellét is hátára vette, és repülve menekült velük az üldözők elől. Sokáig repültek, Hellé pedig nagyon elfáradt, és amint az Európát Ázsiától elválasztó keskeny tengerszoroshoz értek, Hellé belezuhant az alattuk lévő tengerbe, s halálát lelte a habok között. Ettől kezdve nevezték a szorost Hellészpontosznak, „Hellé tengerének”. 
A kos a Fekete-tenger partjára, Kolkhiszba röpítette Phrixoszt. A fiú itt hálából megmeneküléséért feláldozta a kost Zeusznak (a római mitológiában Jupiternek), a gyapjat pedig Kolkhisz királyának, Aiétésznek adta. Aiétész Arész (Mars) hadisten szent ligetében egy sárkánnyal őriztette az aranygyapjút. Az aranygyapjat Iaszón szerezte meg és az argonauták vitték vissza Hellászba.
A Kos csillagképet azért tekintik az Állatöv első csillagképének, mert kétezer-ötszáz éve még ide esett a tavaszpont. A legősibb csillagképek közé tartozik, mert a régi pásztornépek számára a juh volt az egyik legfontosabb állat: tejét itták és sajtot készítettek belőle, gyapjából ruházkodtak. Még aranyat is a gyapjúval mostak: így lett regévé az aranygyapjú.

## Megfigyelhetőség
A csillagkép területén április közepétől május közepéig halad át a Nap. Május végétől a hajnali szürkületben már kereshető a keleti horizont közelében két jellegzetes csillaga, az α és a β Arietis, amelyek nem messze találhatók a Pegasus csillagkép jellegzetes négyszögétől. Nyár közepén már éjfél után, míg az évszak végére az esti szürkületben kel. Az őszi hónapokban, ahogy rövidülnek a nappalok, egyre feltűnőbben látható napnyugta után. Ilyenkor már éjféltájban delel. A téli hónapokban az esti szürkületben már magasan látható, éjfél körül nyugszik. Láthatósága körülbelül március közepéig tart, ilyenkor még napnyugta után a navigációs szürkület idején kereshető a nyugati horizonton. Deklinációja okán a déli szélesség kb. 60°-tól délre levő területek kivételével az egész Földről látható.
Mivel a csillagképet érinti az ekliptika, területén esetenként a Naprendszer bolygói megjelenhetnek „plusz csillagként”, de a Hold is előfordulhat a csillagképben, a telihold körülbelül novemberben, az első negyed februárban, az újhold májusban, amikor a Nap is érinti a csillagképet, az utolsó negyed pedig augusztusban található a csillagkép területén.

## Csillagok
- α Arietis- Hamal (arabul: birka), néha Elnathnak (arabul: "a szarvával öklelő"[1] vagy "a szarvnak ütköző"[2]) is nevezik, ez utóbbi egyébként a szomszédos Bika csillagkép bétájának a neve is. 2,01 magnitúdójú, sárga színű óriás, a távolsága 78 fényév.
- β Arietis - Sheratan (Ash Shiera: jel, megjelölés),  2,64 magnitúdójú csillag, 50 fényévnyire van a Földtől, hőmérséklete 10 000 K.
- γ1,2 Arietis – Mesarthim (=két jel), optikai kettős, két ötödrendű fehér csillag, kis távcsővel már jól látszik. Robert Hooke angol csillagász fedezte fel 1664-ben, a legelső kettős csillagok egyikeként, amikor még nem voltak teljesen kifinomulva a távcsövek.
- δ Arietis: ez a 4,3m-s vörös óriás mintegy 170 fényév távolságra van a Naptól.
- ε Arietis: két ötödrendű fehér csillag, legalább 100 mm-es nyílású távcső szükséges a megfigyeléséhez.
- λ Arietis: ötödrendű fehér csillag, a kísérője hetedrendű. Mindkettő már látcsővel is észlelhető
- π Arietis: kékesfehér, ötödrendű csillag, hetedrendű kísérővel, a komponensek csak kis távcsővel, erős nagyítás mellett különülnek el

## Mélyég-objektumok
Mélyégobjektumokban szegény csillagkép, mindössze néhány halvány galaxis látható az égboltnak ezen a részén.
- NGC 691 galaxis
- NGC 697 galaxis
- NGC 770 galaxis
- NGC 772 galaxis, a Kos legnagyobb és legfényesebb galaxisa, 10,3m
- NGC 803 galaxis
- NGC 821 galaxis
- NGC 877 galaxis
- NGC 972 galaxis
- NGC 976 galaxis
- NGC 1156 galaxis